# Gymnomitriaceae
Gymnomitriaceae là một họ rêu trong bộ Jungermanniales.

## Chi
| - Acolea - Apomarsupella - Cesius - Eremonotus | - Gymnomitrion - Herzogobryum - Marsupella - Nanomarsupella | - Nothogymnomitrion - Prasanthus - Sarcocyphos - Stephaniellidium |